# William Burges
William Burges (2. prosince 1827 Londýn – 20. dubna 1881 tamtéž) byl anglický architekt. V roce 1839 začal studovat na londýnské King's College School. Školu opustil v roce 1844, kdy nastoupil do kanceláře architekta Edwarda Blora. Později, v roce 1848 nebo 1849, začal pracovat pro Matthewa Digby Wyatta.
Jeho prvním významným dílem byla katedrála svatého Finbara v Corku. Mezi jeho nejvýraznější díla patří přestavba Cardiffského hradu. Dále například Castell Coch rovněž v Cardiffu, Gayhurst House v Buckinghamshire a Knightshayes Court v Devonu, ale také kostely Church of Christ the Consoler v Skelton-on-Ure a Kostel Panny Marie ve Studley Royal Park. Je rovněž architektem svého vlastního domu The Tower House v londýnském Holland Parku. Zde ve svých třiapadesáti letech zemřel.